# Товариство руських женщин
«Товариство руських женщин», «Товариство рускихъ женщинъ», «Товариство руських жінок», «Товариство українських жінок» — перша українська жіноча організація, заснована Наталією Кобринською у Станиславові в листопаді 1884 року.

## Історія
У листопаді 1884 року в Станиславові діячка жіночого руху та письменниця Наталя Кобринська, за підтримки Ганни Павлик та Людмили Драгоманової, провела у приміщенні «Руської бесіди» установчі збори «Товариства руських женщин». Серед учасників установчих зборів були Олена Кисілевська, Євген Желехівський, Іван  Франко та інші. На установчих зборах Іван Франко виступив з промовою, докладний звіт з яких опублікував у газеті «Діло» під назвою «Перші загальні збори руського жіночого товариства в Станиславові». Товариство ставило за мету прилучити інтелігентних жінок до літератури та популяризувати нові суспільні ідеї.
8 грудня 1884 року відбулись перші загальні збори «Товариства руських женщин» у місті Станиславові, на які прибуло близько ста жінок з усієї Галичини. На зборах були присутні представники світської інтелігенції та священики, але вони могли тільки слухати у сусідній кімнаті, оскільки присутність чоловіків у залі могла перешкоджати деяким жінкам вільно висловлювати свої думки. На зборах Наталя Кобринська була обрана першою головою цього товариства, її заступницею обрана Аделя Желехівська, дружина першого голови «Просвіти» в Станиславові Євгена Желехівського. У Виділі товариства працювали: Софія Бучинська, Катерина Винницька, Емілія Ничай-Кумановська (з 1909 року голова Буковинського виділу «Жіночої громади»), Іванна Сембратович-Остерман, Євгенія Порайко, Йосифа Шанковська та инші. Товариство планувало видавати часопис чи газету, а головним кандидатом на посаду редактора був Іван Франко.
Товариство здебільшого займалося благочинністю після того, як його залишила засновниця Наталя Кобринська. У березні 1886 року Емілію Ничай-Кумановську обрали головою Товариства замість Наталії Кобринської.
У 1906 році товариство відкрило дівчачу захоронку, де мешкали учениці гімназії та семінарії, на Липовій, 67 (нині вул. Шевченка, 65). Товариство також допомагало ув'язненим «Діброви». У часи Першої світової та Визвольних змагань у Товаристві були діяльними Марія Рибчук, Євгенія Яцикевич, Ірена Дрогомирецька, Янович, Л. Турчманович, Меланія Грушкевич, Марта Даниш, Стефанія Барановська, Марія з Котилів-Щирбова, Ванда Шмериковська, Антонія Кичун, Володимира Ясеницька та Михайлина Кушнір. З 1909 року товариство очолювала Емілія Сабат.
У 1922 році «Товариство руських женщин» перейменувало себе на «Товариство українських жінок». Головою Товариства тоді була Мелянія Грушкевич, секретаркою — Ярослава Мурин-Мірчук.
1932 року «Товариство українських жінок» увійшло до складу «Союзу українок», ставши філією організації у Станиславові.

## Членкині «Товариства руських женщин»
Прелік членкинь «Товариства руських женщин» станом на 1884 рік, подається зі збереженням норм правопису оригіналу:
1. Кобринська Наталія
2. Желехівська Аделя
3. Остерманова Іванна, Галич
4. Ничаївна Емілія (Куманович)
5. Абрисовська Юлія, Тисмениця
6. Абрисовська Іванна, Тисмениця
7. Бучинська Минодора, Станиславів
8. Бучинська Зофія, Станиславів
9. Бурачинська Марія, Криворівня
10. Бурачинська Цецилія, Криворівня
11. Чернецька Олена, Станиславів
12. Чернецька Влада, Станиславів
13. Целевичева Ванда, Львів
14. Домбчевська Лєонтина Станиславів
15. Громадкова Павлина, Кончаки
16. Ганкевич Ольга, Снятин
17. Городиска Анастазія, Пасічна
18. Городиска Теодора, Пасічна
19. Гошовська Ольга, Володимирівці
20. Яцикевичева Евгенія, Крехівці
21. Курилович Клявдія, Викторів
22. Красіцка Ольга, Ольшаниця
23. Ключенкова, Станиславів
24. Литвинович Камілля, Станиславів
25. Литвинович Наталія, Станиславів
26. Лазарська Іванна, Станиславів
27. Лопушинська Михайлина, Станиславів
28. Левицка Іванна
29. Левицка Марія, Боднарів
30. Левицка Ольга, Боднарів
31. Левицка Анна
32. Левицка Ольга, Болехів
33. Малицка Олена, Станиславів
34. Навроцка Текля, Станиславів
35. Озаркевич Ольга, Белелуя
36. Озаркевич Єронима, Болехів
37. Окуневська Емілія, Кіцмань
38. Порайко Євгенія, Станиславів
39. Раковська Йосифа, Боднарів (тепер Румунія, Буковина)
40. Райнеровичева Матильда, Станиславів
41. Шанковска Йосифа
42. Шанковска Єлена
43. Шанковска Фавстина, Дуліби
44. Стефановичева Теодора
45. Семенова Евгенія, Станиславів,
46. Сіменовичівна Олена, Монастирська
47. Сосновська Марія, Підсоснів
48. Щуровска Стефанія, Пасічна
49. Шухевич Ольга, Тишківці
50. Товста Текля, Тишківці
51. Третяківна Ольга, Угринів
52. Трачева Наталія, Станиславів
53. Винницька Катерина, Станиславів
54. Витошинська Евфрозина, Делятин
55. Витошинська Сабіна, Станиславів
56. Врецьона Юлія, Львів
57. Зарицька Павлина, Станиславів
58. Гаморак Анна, Стецева
59. Попович Марія, Жовтанці
60. Попович Клєментина-Боярська, Жовтанці
61. Калинович Антона, Львів
62. Танчаківска Евгенія, Вербівці
63. Сованська Павлина, Попельники
64. Грицей Наталя, Дем'янів
65. Левицка Евгенія, Стриганці
66. Навроцка Єлена, Шляхтинці
67. Навроцка Каролина, Шляхтинці
68. Дудикевич Евгєнія, Підгайці
69. Дудикевич Єлена, Підгайці
70. Новосад Марія, Ковалівка
71. Лисинецка Клементина, Космач
72. Лучаківска Амалія, Тернопіль
73. Шанковска Агрипина, Тернопіль
74. Сабатова Емілія, Станиславів
75. Навроцка Марія, Станиславів
76. Навроцка Іванна, Станиславів
77. Навроцка Олександра, Станиславів
78. Кочеркевич Емілія, Тернопіль
79. Кисілевська Єлена, Круглець
80. Коржанська Ольга-Мілана
81. Моровик Анна, Красноїлля
82. Збудовська Марія, Дрижчів
83. Збудовська Лєонтина, Дрижчів
84. Кониська Євгенія, Харків
85. Константинович Антонина, Ропа
86. Константинович Анна, Ропа
87. Бобикевич Амалія, Студійка
88. Боднар Марія, Свистильники
89. Венгринович Йосифа, Могильниця
90. Лукасевич Єлена, Солотвино
91. Гаморак Олена, Стецева
92. Лугова Цецилія, Цуцилів
93. Янович Клементина, Рогожана
94. Одіжинска Олена, Станиславів